# Park Sung-hoon
Park Sung-hoon (kor. 박성훈; ur. 18 lutego 1985 w Gwacheon) – południowokoreański aktor.

## Życiorys
Park Sung-hoon urodził się 18 lutego 1985 w miejscowości Gwacheon. Jego rodzice mieli trójkę dzieci: Park Sung-hoona i dwie starsze od niego córki. W dzieciństwie Parka jego rodzina zmagała się z trudnościami finansowymi, ponieważ jego ojciec stracił pracę w banku wskutek kryzysu MFW. Park uczęszczał najpierw do Gwacheon Foreign Language High School, w której uczył się języka francuskiego. Nie będąc jednak zainteresowany nauką, Park opuścił szkołę i przeniósł się do Dong-ah Institute of Media and Arts, w której studiował aktorstwo.
W wieku 20 lat otrzymał swoją pierwszą główną rolę w sztuce zatytułowanej Taksówkarz. W miarę jak kontynuował pracę w teatrze, stawał się coraz bardziej nim zafascynowany. Dopiero później, gdy usłyszał, jak starsi studenci opisują uczucie występu i otrzymywania oklasków jako podobne do brania narkotyków, zdał sobie sprawę z uroku sceny. Od tego czasu jego zainteresowanie teatrem tylko rosło.

## Kariera
Jego pierwszym filmem, w którym wystąpił, był wyprodukowany w 2008 roku film pt. Ssang-hwa-jeom, w którym Park wcielił się w członka gwardii królewskiej. Park zaczął przyciągać uwagę rolami drugoplanowymi w Three Days (2014), Six Flying Dragons (2015) i Don't Dare to Dream (2016). Zagrał główną rolę w emitowanym w środę-czwartek serialu dramatycznym KBS2 Memorials. W ostatnich latach jest bardziej znany ze swoich czarnych charakterów w serialach The Glory (2022–2023) i Królowa łez (2024).
W 2024 roku ogłoszono, że wystąpi w drugim sezonie serialu Squid Game. Drugi sezon miał premierę 26 grudnia 2024, a Park Sung-hoon wcielił się w rolę transpłciowej kobiety Cho Hyun-ju (120).

## Życie prywatne
W latach 2017–2022 spotykał się z aktorką Ryu Hyun-kyung.

## Kontrowersje
Wprowadzanie transpłciowej postaci do serialu Squid Game doprowadziło do dyskusji wśród fanów. Jak podaje twórca serialu, Hwang Dong-hyuk, w Korei Południowej małżeństwo osób tej samej płci nie jest dozwolone. Wśród koreańskich aktorów nie ma osób, które są w związkach homoseksualnych lub które są trans. Mimo to Hwang Dong-hyuk sądził, że wprowadzenie takiej postaci do serialu w 2024 roku jest czymś normalnym i nie powinno stanowić problemu. Twórca serialu wspiera również Park Sung-hoona, który śledził jego karierę aktorską od samego początku i miał pewność, że pod względem talentu będzie on odpowiednią osobą do wcielenia się w tę postać.

## Dyskografia
| Rok  | Tytuł                    | Album                       |
| ---- | ------------------------ | --------------------------- |
| 2020 | „Our Memories in Summer” | Ścieżka dźwiękowa Memorials |

## Filmografia

### Filmy
| Rok  | Tytuł                           | Rola                        |
| ---- | ------------------------------- | --------------------------- |
| 2008 | Ssang-hwa-jeom                  | członek gwardii królewskiej |
| 2009 | Jeon Woo-chi: The Taoist Wizard |                             |
| 2018 | Gonjiam: Haunted Asylum         | Seong-hun                   |
| 2018 | High Society                    | Jason                       |
| 2023 | Hail to Hell                    | Han Myeong-ho               |
| TBA  | Tropical Night                  | Man-su                      |

### Seriale
| Rok  | Tytuł                               | Rola                       |
| ---- | ----------------------------------- | -------------------------- |
| 2011 | Bachelor's Vegetable Store          | przyjaciel Lee Seul-woo    |
| 2012 | Moon Embracing the Sun              | Uiyoggwada                 |
| 2013 | You Are the Boss!                   | Yoo Deok-hwa               |
| 2014 | Three Days                          | Lee Dong-sung              |
| 2015 | Six Flying Dragons                  | Gil Yoo                    |
| 2016 | Don't Dare to Dream                 | sekretarz Cha              |
| 2017 | Distorted                           | Na Sung-shik               |
| 2017 | Black Knight: The Man Who Guards Me | Park Gon                   |
| 2017 | Mad Dog                             | Ko Jin-chul                |
| 2018 | Rich Man                            | Cha Do-jin                 |
| 2018 | KBS Drama Special                   | Na Pil-seung               |
| 2018 | My Only One                         | Jang Go-rae                |
| 2019 | Justice                             | Tak Soo-ho                 |
| 2019 | Pamiętnik psychopaty                | Seo In-woo                 |
| 2020 | Memorials                           | Seo Gong-myung             |
| 2021 | Joseon Exorcist                     | książę Yangnyung           |
| 2021 | KBS Drama Special: My Daughter      | Ko Tae-hoon                |
| 2022 | KBS Drama Special: The Distributors | Ko Tae-hoon                |
| 2023 | Not Others                          | Eun Jae-won                |
| 2023 | The Kidnapping Day                  | Park Sang-yoon             |
| 2024 | Królowa łez                         | Yoon Eun-sung / David Yoon |
| 2024 | Squid Game                          | Cho Hyun-ju (120)          |
| 2024 | The Bequeathed                      | Yang Jae-seok              |

## Nagrody i nominacje
| Rok  | Konkurs                             | Kategoria                                                | Rezultat  | Źr.    |
| ---- | ----------------------------------- | -------------------------------------------------------- | --------- | ------ |
| 2015 | Korean Culture Entertainment Awards | Best New Actor                                           | Wygrana   | [ 22 ] |
| 2018 | KBS Drama Awards                    | Excellence Award, Actor in a One-Act/Special/Short Drama | Nominacja | [ 23 ] |
| 2018 | KBS Drama Awards                    | Best New Actor                                           | Wygrana   | [ 24 ] |
| 2019 | Baeksang Arts Awards                | Best New Actor – Television                              | Nominacja | [ 25 ] |
| 2020 | KBS Drama Awards                    | Excellence Award, Actor in a Miniseries                  | Wygrana   | [ 26 ] |
| 2020 | KBS Drama Awards                    | Best Couple                                              | Wygrana   | [ 26 ] |
| 2021 | KBS Drama Awards                    | Best Actor in Drama Special/TV Cinema                    | Wygrana   | [ 27 ] |
| 2023 | Baeksang Arts Awards                | Best Supporting Actor – Television                       | Nominacja | [ 28 ] |
| 2023 | Blue Dragon Series Awards           | Best Supporting Actor                                    | Nominacja | [ 29 ] |
| 2023 | Grand Bell Awards                   | Najlepszy nowy aktor                                     | Nominacja | [ 30 ] |